# A Voz do Silêncio
A Voz do Silêncio (título original: The Voice of the Silence) é um livro escrito por Helena Petrovna Blavatsky e publicado pela primeira vez em 1889.
Reúne preceitos espirituais retirados do Livro dos Preceitos de Ouro, que tem uma origem comum com as célebres Estâncias de Dzyan, uma das fontes para a monumental A Doutrina Secreta.
O texto traça, em linguagem poética, um panorama sucinto do Caminho que leva à santidade ou à iluminação, e faz diversas recomendações práticas para os aspirantes. 
Foi escrito em Fontainebleau, quando Blavatsky descansava de suas intensas atividades. 
Recebeu tradução para inúmeros idiomas. Em 1916, foi traduzido na língua portuguesa por Fernando Pessoa.
Annie Besant descreve as circunstâncias da escrita do livro:
- "Fui chamada a Paris para tomar parte num grande Congresso Trabalhista, ali realizado de 15 a 20 de julho, e passei um ou dois dias em Fontainebleau com H. P. B., que lá se encontrava para repousar por uma ou duas semanas. Encontrei-a traduzindo os maravilhosos fragmentos retirados do Livro dos Preceitos Áureos, agora tão bem conhecido como A Voz do Silêncio. Escrevia fluentemente sem qualquer cópia diante de si e, à noite, pediu-me que lesse o texto para ver se estava num inglês decente".

"... ela escrevia sem consultar qualquer livro. Escrevia incessantemente, hora após hora, exatamente como se estivesse escrevendo de memória ou lendo onde não havia qualquer livro. À noite o manuscrito estava pronto".
O livro foi considerado pelo 14º Dalai Lama como sendo uma positiva influência para muitos buscadores do Budismo, na Senda do Bodhisattva, tendo sido inclusive republicado, em 1927, numa edição especial por solicitação expressa sua. A "voz do silêncio" de que fala o título é uma alusão à inspiração verdadeiramente divina, à comunicação direta do devoto com sua alma imortal, condição obtida somente após um longo e árduo processo de treinamento, desenvolvimento e purificação pessoal, que pode levar diversas vidas para ser completado. Os seguintes trechos selecionados dão uma boa ideia do seu conteúdo:
"Há só uma senda até ao Caminho; só chegado bem ao fim se pode ouvir a Voz do Silêncio. A escada pela qual o candidato sobe é formada por degraus de sofrimento e de dor; estes só podem ser calados pela voz da virtude. Ai de ti, pois, discípulo, se há um único vício que não abandonaste; porque então a escada abaterá e far-te-á cair; a sua base assenta no lodo fundo dos teus pecados e defeitos, e antes que possas tentar atravessar esse largo abismo de matéria, tens de lavar os teus pés nas águas da renúncia. Acautela-te, não vás pousar um pé ainda sujo no primeiro degrau da escada. Ai daquele que ousa poluir um degrau com seus pés lamacentos. A lama vil e viscosa secará, tornar-se-á pegajosa, e acabara por colar-lhe o pé ao degrau; e, como uma ave presa no visco do caçador sutil, ele será afastado de todo o progresso ulterior. Os seus vícios tomarão forma e puxá-lo-ão para baixo. Os seus pecados erguerão a voz, como o riso e soluço do chacal depois do sol se por; os seus pensamentos tornar-se-ão um exército e levá-lo-ão consigo, como um escravo cativo."
" Lembra-te, tu que lutas pela libertação humana, que cada falência é um triunfo, e cada tentativa sincera ao seu tempo recebe o seu prêmio. Os santos germes que brotam e crescem invisíveis na Alma do discípulo, dobram como juncos mas não quebram, nem podem eles perder-se. Mas quando a hora soa, desabrocham."